# New College (Oxford)
Pour les articles homonymes, voir New College.
Le New College est l'un des établissements constitutifs de l'université d'Oxford, en Angleterre. Son nom originel, College of St Mary, étant le même que celui d'Oriel College, il est désormais désigné par l'appellation de New College of St Mary ou plus simplement de New College. Situé à proximité du pont des Soupirs d'Oxford, il accueille l'une des trois fondations chorales d'Oxford, les deux autres étant celles de Magdalen et de Christ Church.

## Histoire

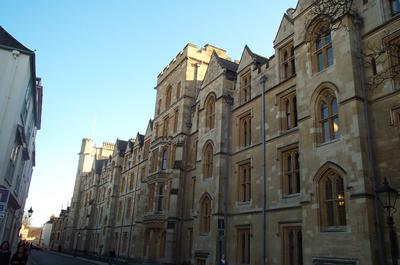
La façade du New College sur Holywell Street.

Malgré son nom, New College est l'un des établissements les plus anciens de l'université d'Oxford. Il doit sa fondation, en 1379, à William de Wykeham, évêque de Winchester et chancelier du roi Richard II. Cette création eut lieu en corrélation avec celle de Winchester College, public school où les futurs élèves du New College commençaient leurs études. Les deux établissements, qui offrent d'importantes similarités architecturales, sont l'œuvre de William Wynford. À l'origine, tous deux avaient pour fonction d'assurer la formation des prêtres, le clergé étant à court de clercs qualifiés après les ravages de la Grande peste.

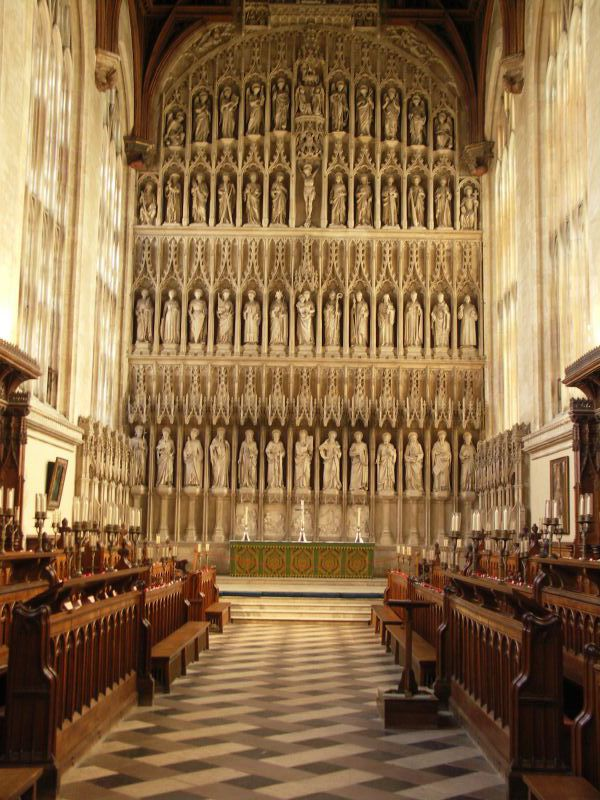
La chapelle.

Blason de New College.

## Personnalités liées à l'université

### Professeurs
- Michael Atiyah
- Isaiah Berlin
- Alan Bullock
- Paul Campbell
- Richard Dawkins
- W. D. Hamilton
- G. H. Hardy
- Willis Lamb
- Rudolf Peierls
- Joe Silk

### Étudiants
- Kate Beckinsale
- Tony Benn
- James Bowman
- Peter Brown
- Lucy Cooke
- Rachel Cusk
- Angus Deayton
- John Fowles
- John Galsworthy
- John Gardner
- Victor Gollancz
- Hugh Grant
- J. B. S. Haldane
- Christopher Hampton
- Herbert Hart
- Florian Henckel von Donnersmarck
- Peter Hobbs
- Douglas Jardine
- Sophie Kinsella
- Owen Lewis
- Robert Lowth
- Henry Parnell
- William Warham
- Robert Penn Warren
- Richard Wilberforce
- James Woodforde
- Nana Akufo-Addo
- Francis Page